# Brücken von Choda Afarin
Die Brücken von Choda Afarin (aserbaidschanisch Xudafərin körpüləri, persisch پل خداآفرین Pol-e Chodaaferin, armenisch Խուդաֆերինի կամուրջներ Chudaferini kamurdschner) sind zwei mittelalterliche Bogenbrücken über den Fluss Aras im Kaukasus, der dort die Grenze zwischen dem Iran und Aserbaidschan bildet. Die beiden ca. 800 m auseinanderliegenden Brücken verbinden die iranische Provinz Ost-Aserbaidschan im Süden und den Rayon (Bezirk) Cəbrayıl Aserbaidschans im Norden miteinander.
Die erste Brücke hat elf Bögen und wurde im 11.–12. Jahrhundert erbaut. Von ihr sind nur noch drei Bögen vollständig erhalten. Die zweite Brücke hat 15 Bögen und wurde im 13. Jahrhundert gebaut. Alle 15 Bögen sind noch intakt.
Bis Oktober 2020 stand das nördliche Ufer unter Kontrolle der international nicht anerkannten Republik Bergkarabach und wurde von deren Provinz Hadrut verwaltet. Etwa einen Kilometer flussaufwärts der ersten Brücke befindet sich der Choda-Afarin-Staudamm.